# Marquesado de Montepío
El marquesado de Montepío es un título nobiliario español, creado el 9 de octubre de 1764 por el rey Carlos III a favor de Juan Nicolás de Aguirre y Barrenechea, corregidor de Santiago (Chile).

## Marqueses de Montepío
- Juan Nicolás de Aguirre y Barrenechea, I marqués de Montepío.

Casó con Ignacia Diez y Aséndegui. Le sucedió su hijo:
- José Santos de Aguirre y Diez de Aséndegui, II marqués de Montepío.

Casó con Antonia de Boza de Lima y Andía-Yrarrázabal. Le sucedió su hijo:
- Joaquín Fermín de Aguirre y Boza de Lima, (f. 1826) III marqués de Montepío.

Casó con Juana de Jesús Martínez de Aldunate y Santa Cruz; y en segundas nupcias con Clara de Prado y Montaner.
En 1817 se decretó la abolición de los títulos nobiliarios en Chile.
Rehabilitado en 1957
- Mariano Fontecilla y Varas (Santiago de Chile, 3 de mayo de 1894-ibid. 31 de agosto de 1987), IV marqués de Montepío.[2] Abogado, diplomático y ministro de Estado chileno.

Casó con Olivia Sofía de Santiago-Concha y Valdés, IV marquesa de Casa Concha, marquesa de Rocafuerte. Le sucedió en 1975, por cesión, su nieto:
- Mariano Fontecilla y Lira (n. Santiago de Chile, 13 de febrero de 1951),[5] V marqués de Montepío.[6] Heredero natural del marquesado de Casa Concha.

Casó con Veronika Chudoba Tomanec, natural de República Checa.
El heredero natural del marquesado es el hijo primogénito del quinto marqués, Jan Mariano Fontecilla Chudoba.
El quinto marqués es heredero natural del marquesado de Casa Concha.